# Donny Crevels
Donny Crevels, né le 6 février 1974 à Amsterdam, est un pilote automobile néerlandais.

## Biographie
Après des années de karting, Donny Crevels passe en monoplace en 1993, en EFDA Nations Cup, compétition de Formule Opel, qu'il remporte en 1994 pour les Pays-Bas avec son coéquipier Tom Coronel, à Zandvoort. En 1996, il passe en Formule 3. En 1998, il est sacré champion d'Italie de Formule 3 pour sa deuxième saison dans ce championnat. En fin d'année, il pilote pour la première fois une Formule 1 lors des essais de collectif d'après-saison pour la Scuderia Minardi. 
En 2001, il participe pour la première fois aux 24 Heures du Mans avec Racing for Holland dans la catégorie LMP900 : parti quatrième, il doit abandonner d'un problème électrique après quinze heures de course. Il participe aux 24 Heures du Mans encore en 2005 et 2006 avec Spyker Squadron mais abandonne après une fuite d'huile en 2005 et un problème moteur en 2006.
En 2003, il effectue quelques courses de GT. En 2004, il est sacré champion en BRL V6. Il participe ensuite dans les années suivantes à quelques courses d'American Le Mans Series, en parallèle de ce championnat BRL V6. Il prend sa retraite de pilote automobile en 2011.

## Palmarès
- Vainqueur de l'EFDA Nations Cup en 1994 avec Tom Coronel
- 2e de l'EFDA Nations Cup en 1995 avec Tom Coronel
- Champion d'Italie de Formule 3 en 1998
- 3e du Zandvoort 500 en 2000
- Champion de BRL V6 en 2004
- Vice-champion de BRL V6 en 2006 et 2009
- 3e de BRL V6 en 2005, 2008 et 2010.